# هيرمان فاينغارتنر
هيرمان فاينغارتنر (بالألمانية: Hermann Weingärtner)‏ (27 أغسطس 1864 - 22 ديسمبر 1919) كان لاعب جمباز ألماني وقد شارك الألعاب الأولمبية الصيفية 1896 في رياضة الجمباز.

## روابط خارجية
- هيرمان فاينغارتنر على موقع أوليمبيديا (الإنجليزية)

- الملف الشخصي